# Wilhelm Hejda

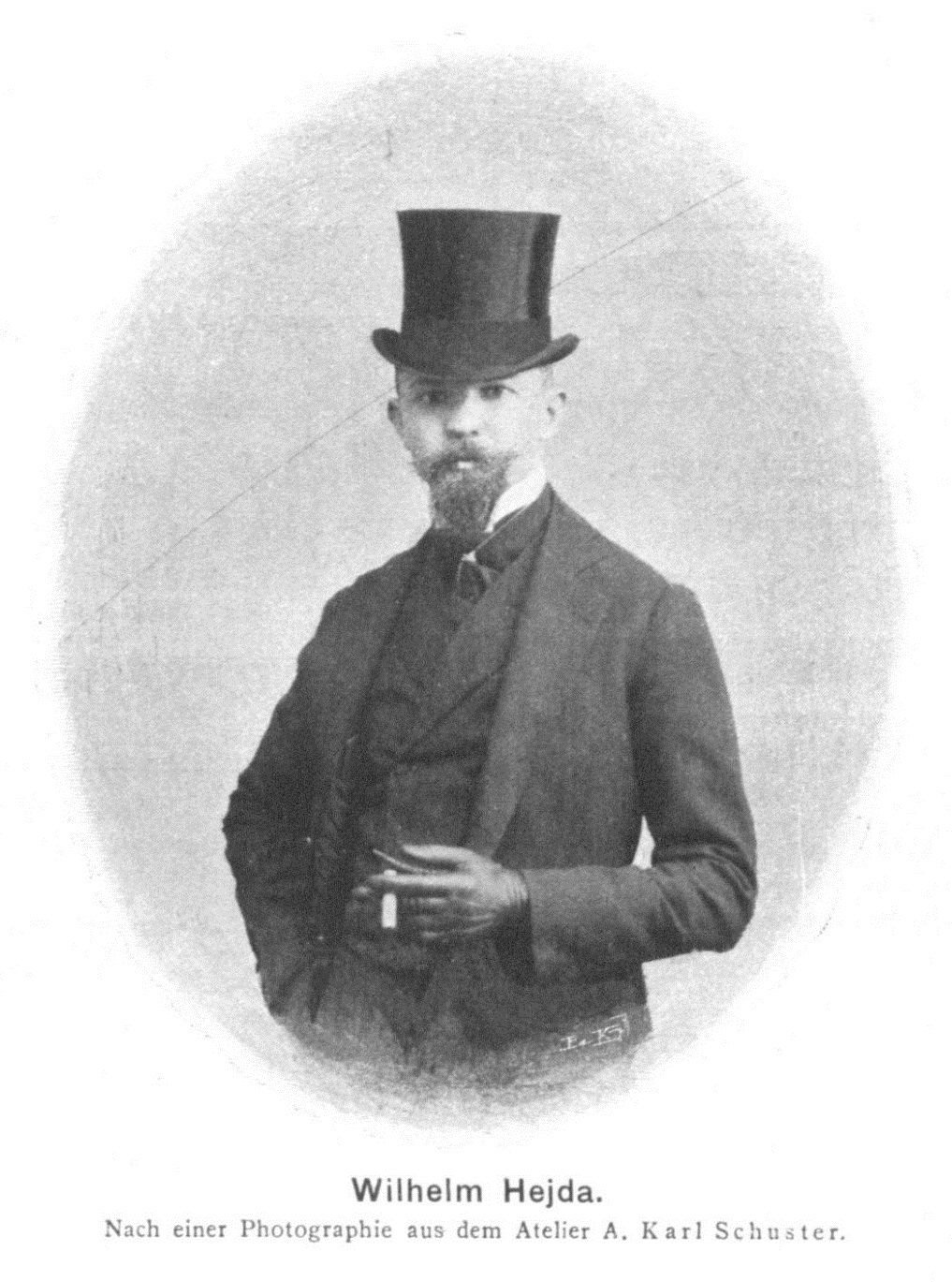
Wilhelm Hejda im Jahre 1900

Wilhelm Hejda (* 26. Mai 1868 in Wien; † 19. Jänner 1942 ebenda) war ein österreichischer Bildhauer und Medailleur.

## Leben
Wilhelm Hejda war der Sohn eines Kunstschlossers. Er besuchte die Akademie der bildenden Künste Wien bei Caspar von Zumbusch. Danach war er 1891–1892 in Paris bei Lefebvre und Deloye und 1892–1894 in Budapest tätig. Sodann kehrte er nach Wien zurück, wo er bis zu seinem Tod blieb. Von 1900 bis 1912 war Hejda Mitglied des Hagenbundes.
Er hatte zwei Söhne, Willy und Franz Hejda, die beide ebenfalls Maler und Bildhauer waren und in den USA lebten.

## Werk

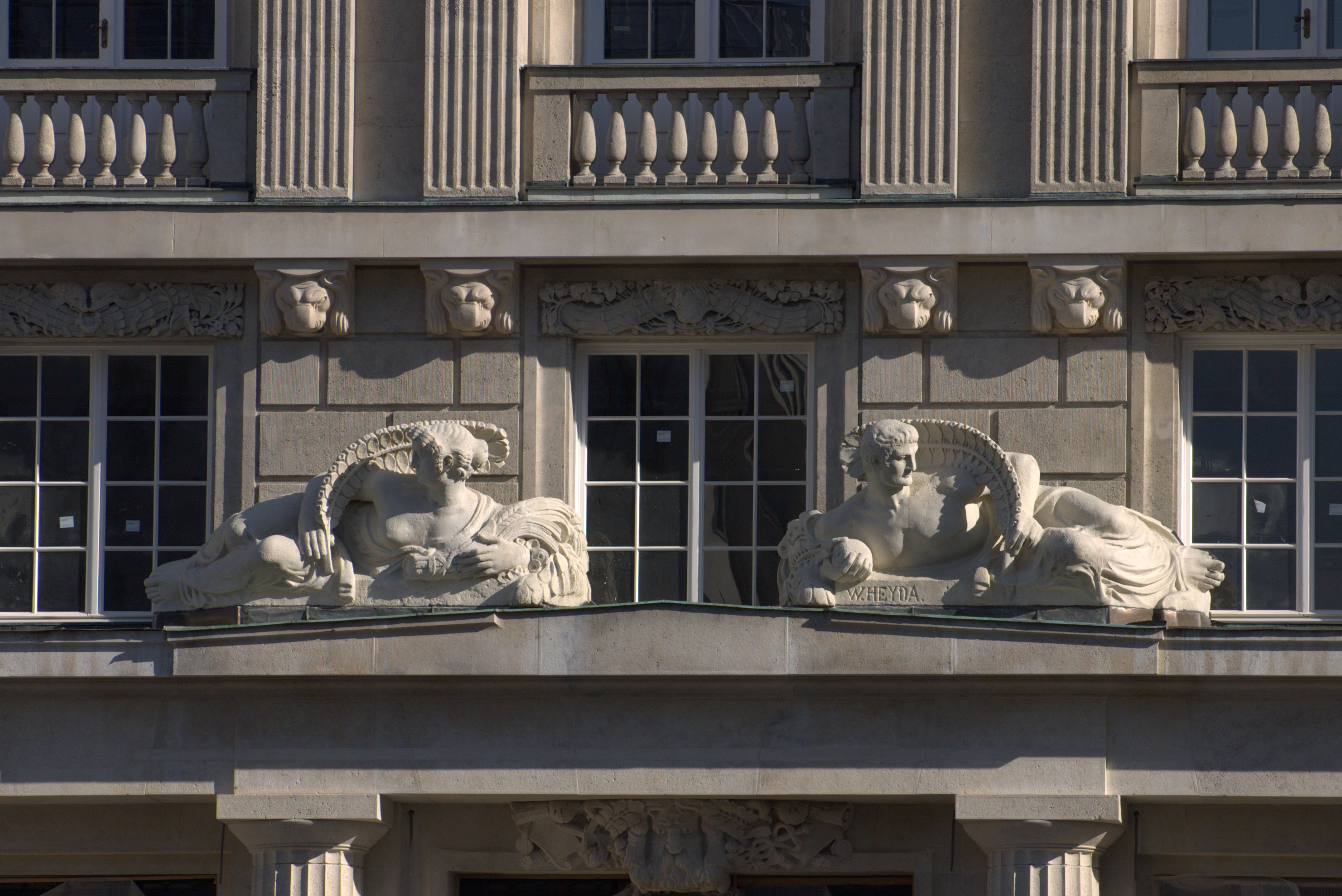
Figuren am ehemaligen Länderbankgebäude, Am Hof 2, Wien 1

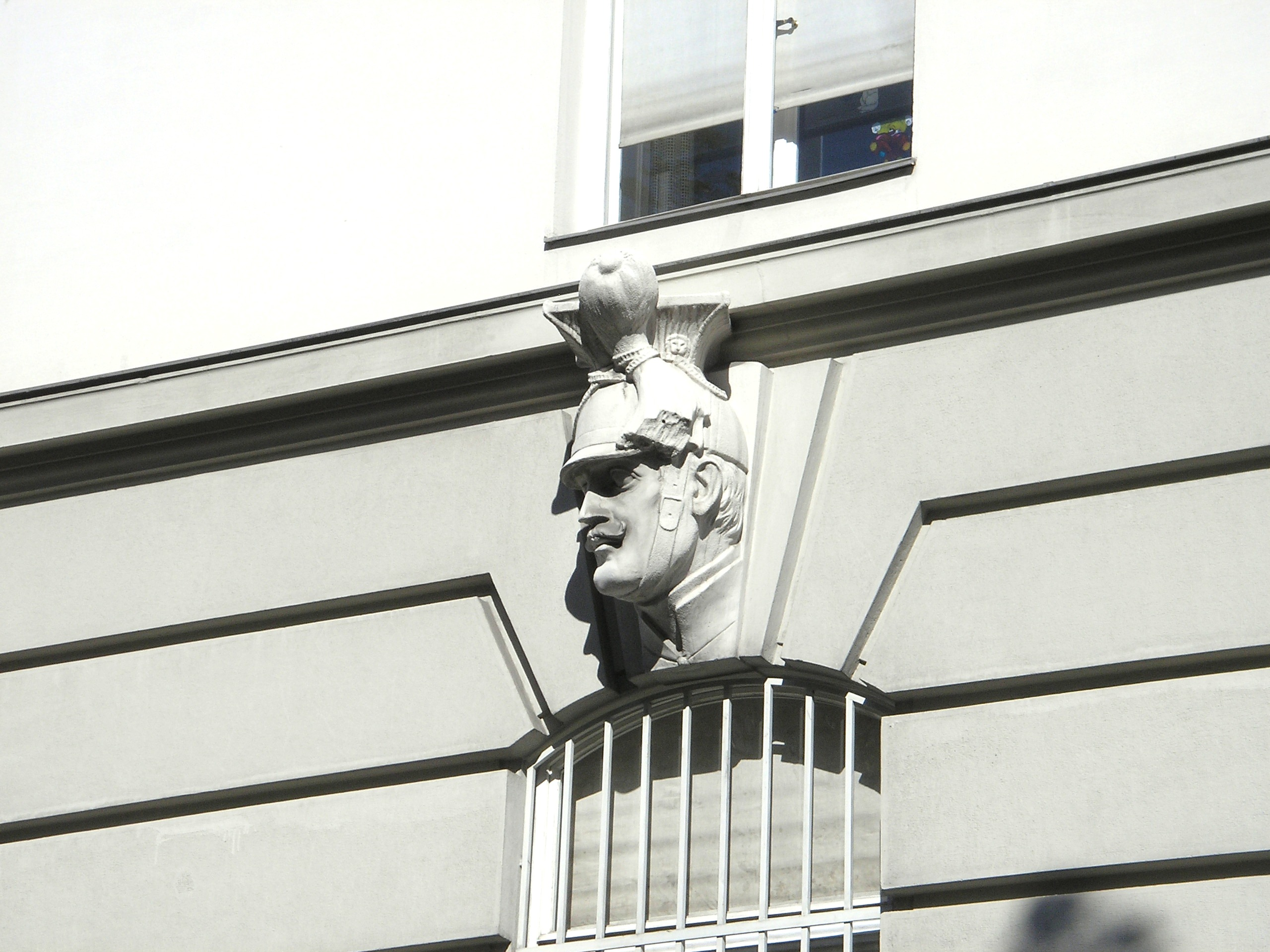
Soldatenkopf am ehemaligen Kriegsministerium, Wien 1

Wilhelm Hejda malte Pastelle (Porträts und Landschaften) und schuf Medaillen. Am bedeutendsten sind aber seine Arbeiten als Bildhauer, wobei er an zahlreichen Gebäuden Wiens dekorativen Skulpturenschmuck im Jugendstil herstellte.
- Figürlicher Schmuck an der Urania, Wien 1
- Figürlicher Schmuck am Technischen Museum, Wien 14
- Der monumentale Doppeladler mit 15 Metern Spannweite[1] und Soldatenköpfe am ehemaligen Kriegsministerium, Wien 1
- Pallas Athene als Schützerin der Künste, Portal am Gebäude des Hagenbundes, Zedlitzgasse, Wien 1 (abgerissen)
- Stuckreliefs, Fleischmarkt 7, Wien 1 (1899), unter Denkmalschutz
- Kaiser-Franz-Joseph-Brunnen, Eggenburg (1909), unter Denkmalschutz
- Figuren am Gebäude der ehemaligen Länderbank, Am Hof 2, Wien 1 (1915)
- Putto und Bär und Putto mit Gans, Plastiken in der städtischen Wohnhausanlage, Wienerbergstraße 16–18, Wien 12 (1930), unter Denkmalschutz
- Schlossbrunnen, Karlsbad
- Figuren am Zentralbad, Marienbad
- Figuren am Kurhaus, Meran
- Rektorskette für die Hochschule für Bodenkultur (1912)
- Personenmedaillen
- Kriegsmedaillen

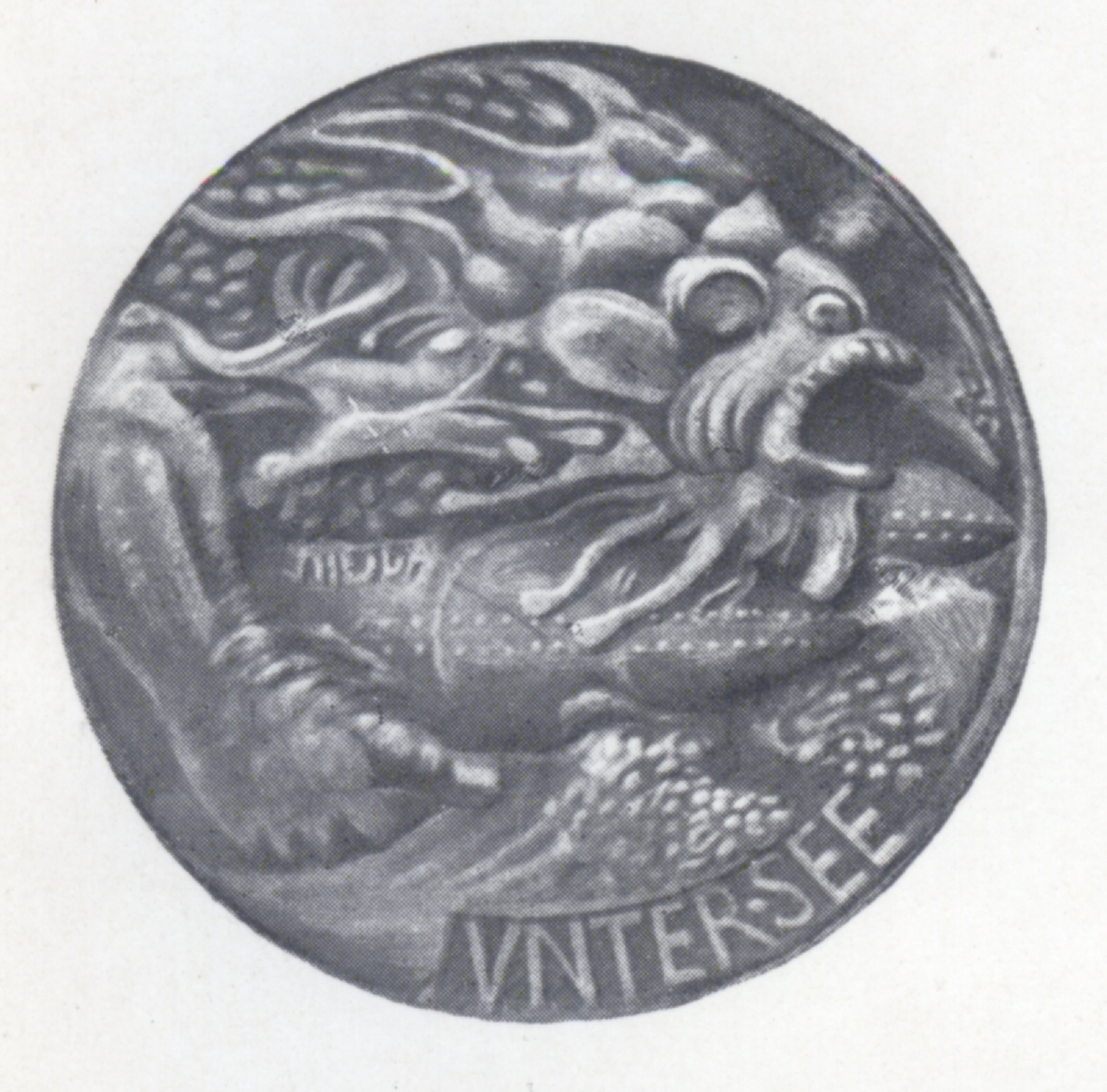
Kriegsfürsorgemedaille „Untersee“
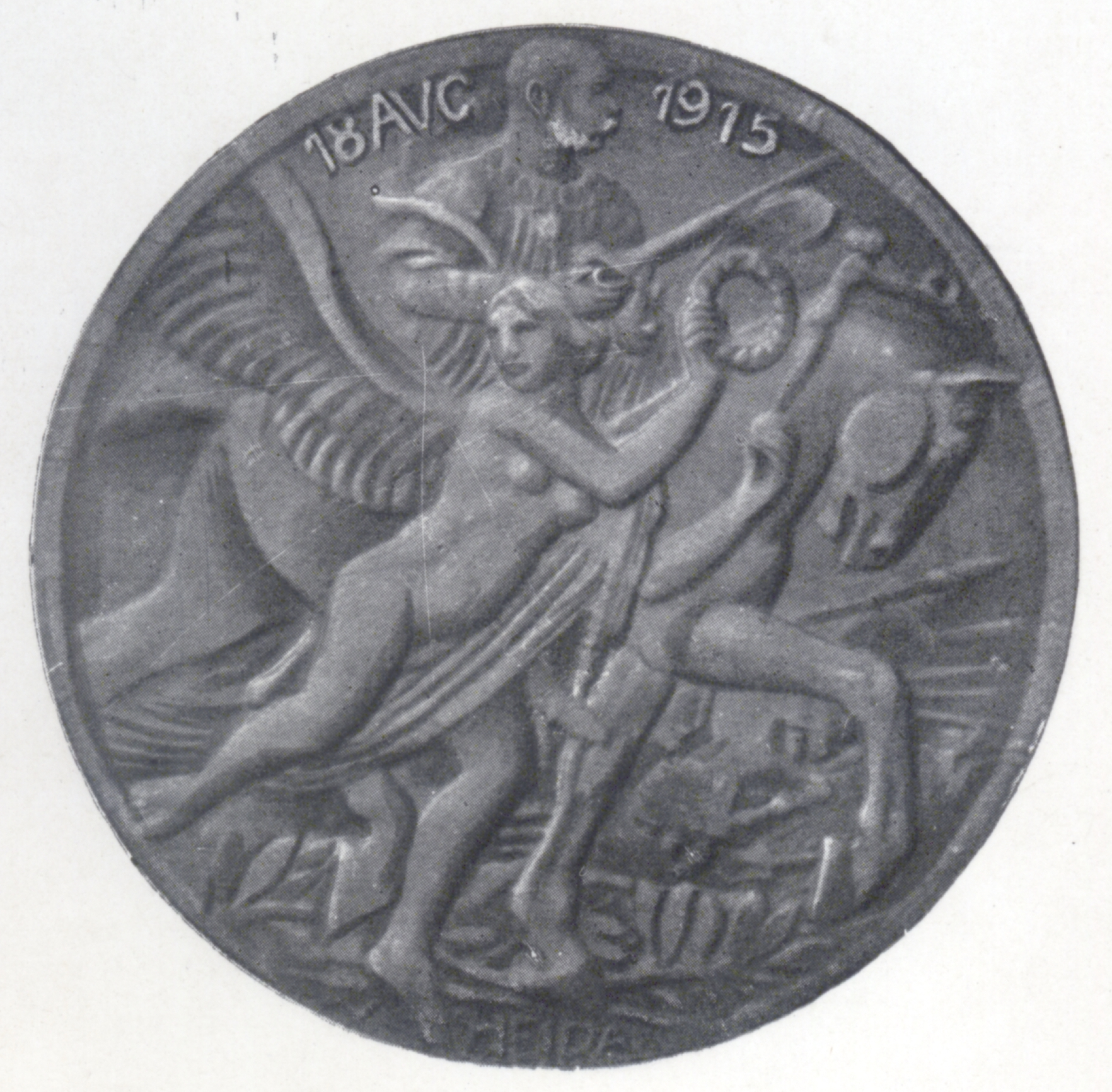
Kriegsfürsorgemedaille „18 Aug. 1915“
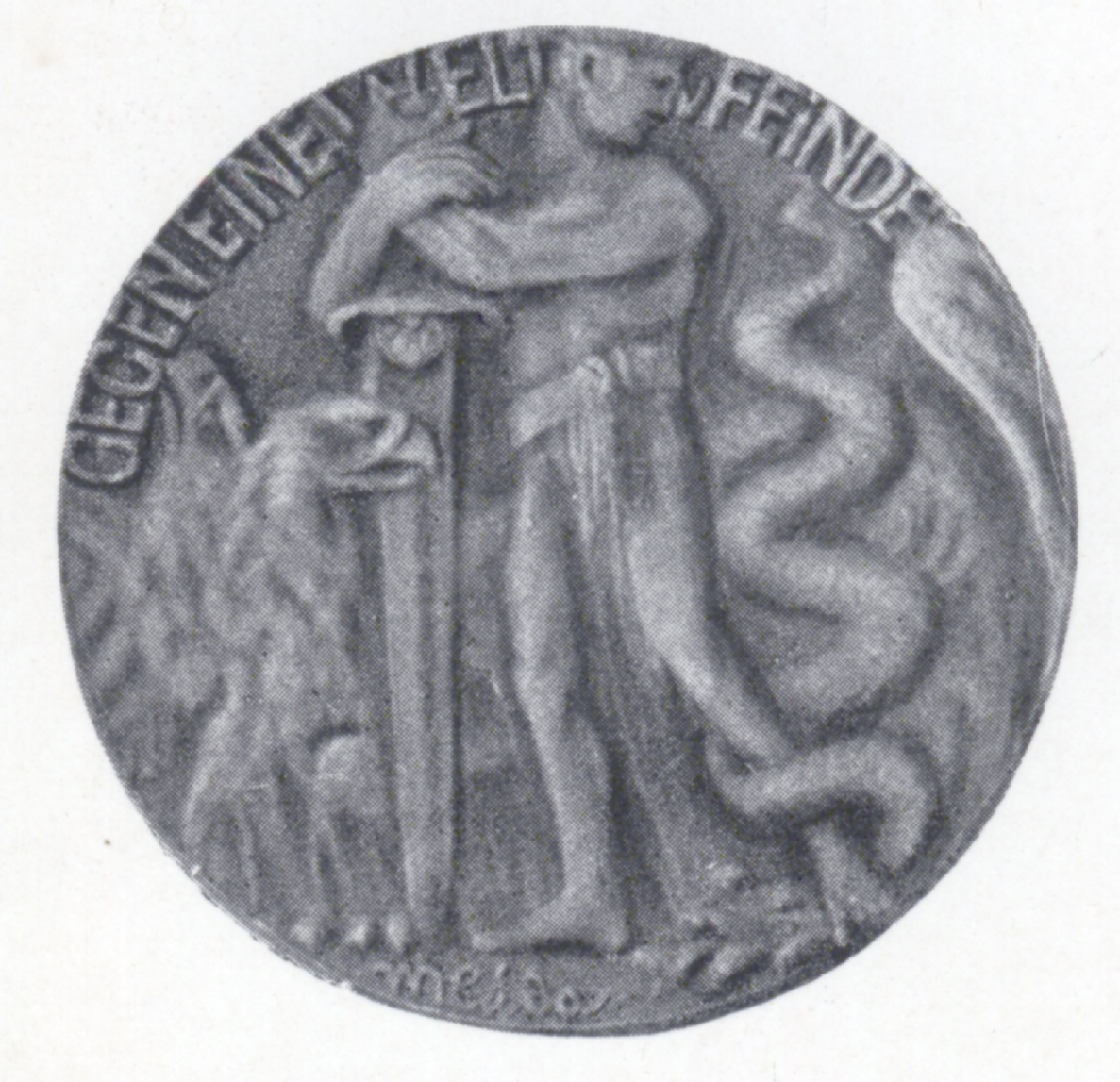
Kriegsfürsorgemedaille „Gegen eine Welt von Feinden“